# Amlabaum

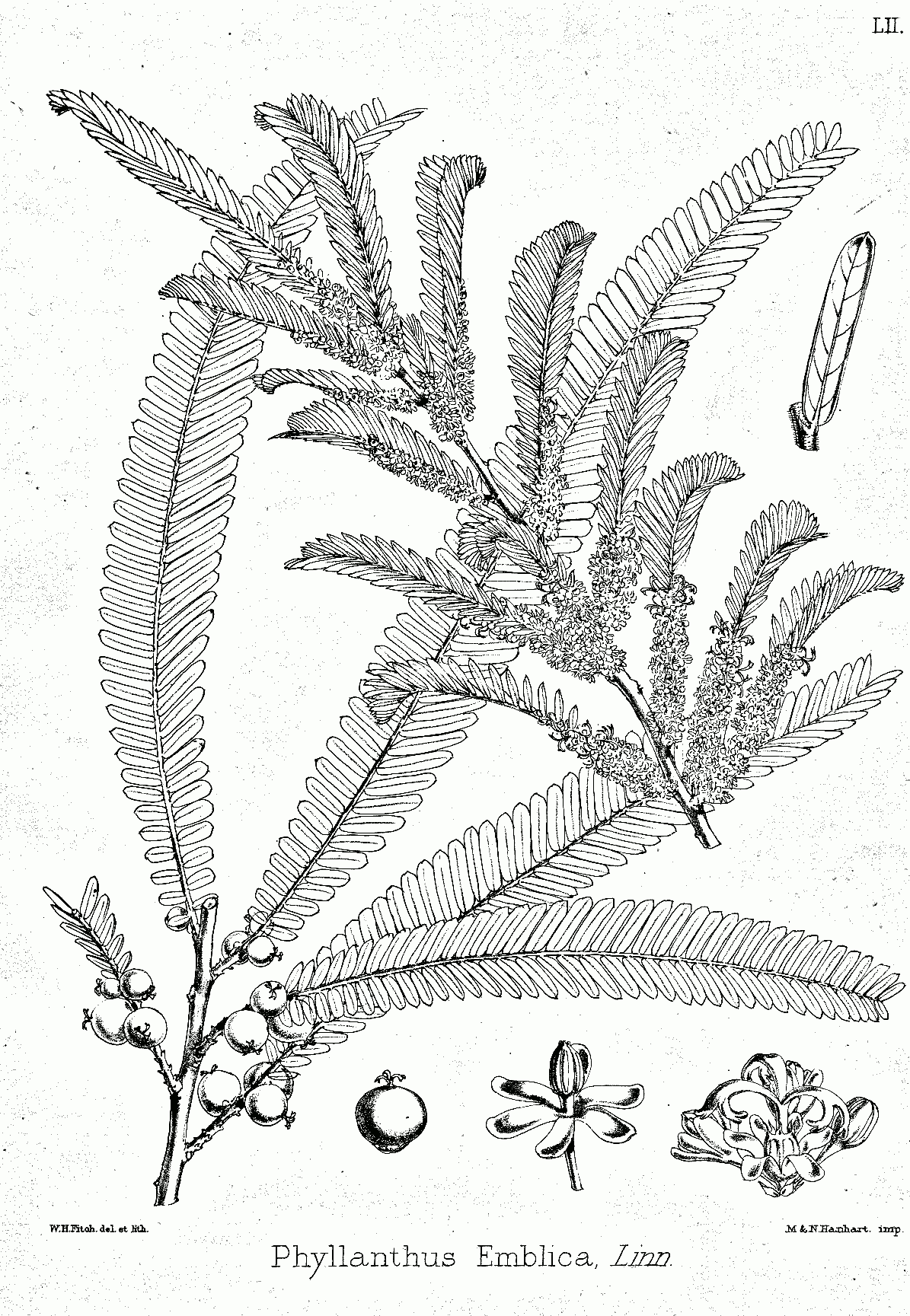
Illustration von Phyllanthus emblica

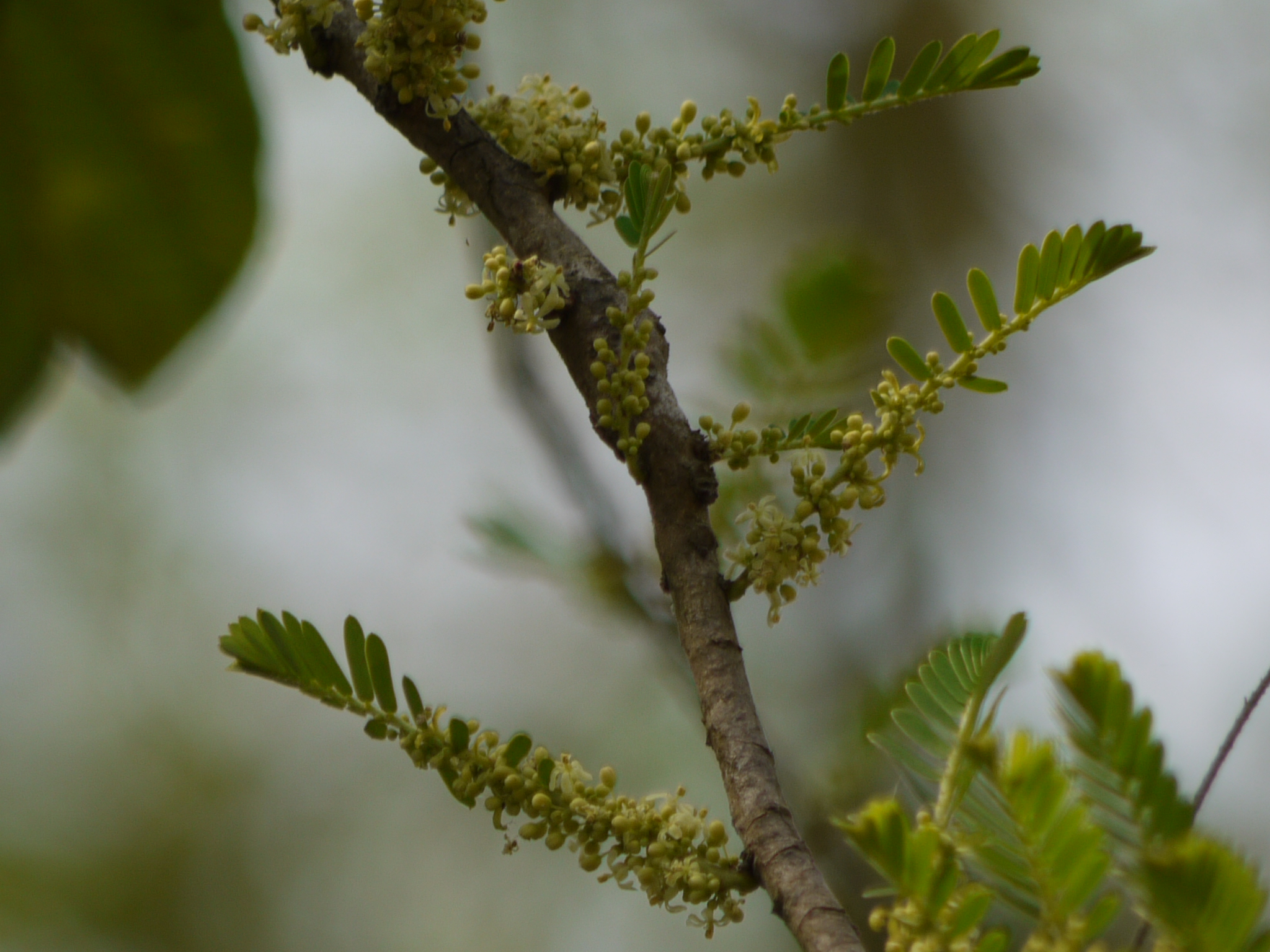
Blütenstände

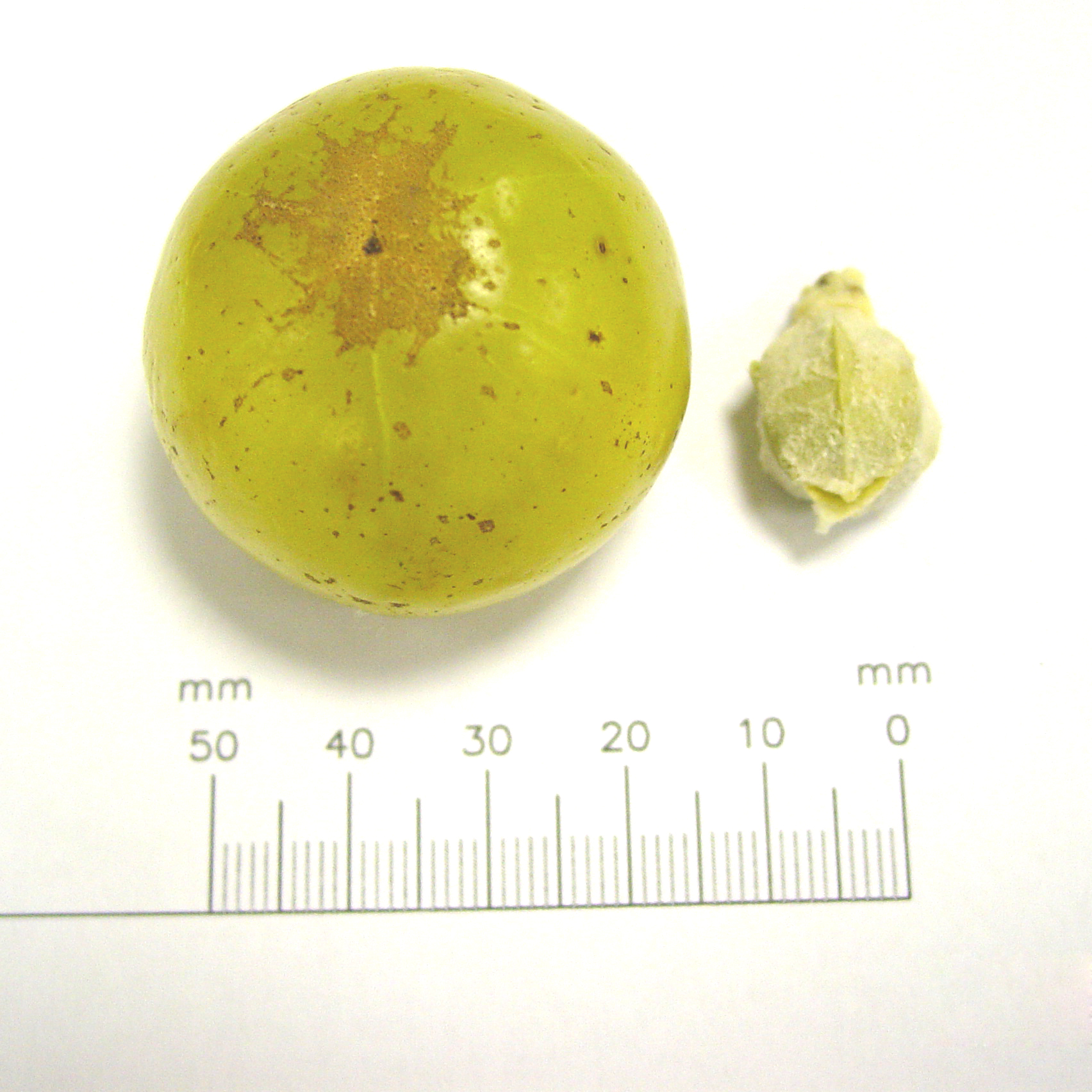
Steinfrucht und Steinkern

Der Amlabaum oder Amblabaum (Phyllanthus emblica, Synonym: Emblica officinalis, über persisch āmlah von altindisch amālaki) ist eine tropische Pflanze aus der Familie der Phyllanthaceae. Umgangssprachlich ist er auch unter den Namen Indische Stachelbeere, Myrobalanenbaum oder Myrobalan bekannt. Seine Frucht wird entweder als Indische Stachelbeere oder kurz als Amla bezeichnet.

## Beschreibung
Der Amlabaum ist laubabwerfend und klein bis mittelgroß und erreicht eine Größe von 8 bis 23 Metern. Er besitzt einen krummen, bis 35 Zentimeter dicken Stamm und ausladende Äste. Die Borke ist braun bis gräulich und im Alter in größeren Stücken abblätternd. Die Zweige sind kahl oder fein behaart, 10 bis 20 Zentimeter lang und zum größten Teil mit Laub bedeckt.
Die kleinen, dicklichen Blätter sind fast sitzend, länglich, ganzrandig und kahl. Sie sind bis 1,5–2,5 Zentimeter lang, 4–5 Millimeter breit und unterseits heller, sowie abgerundet bis spitz oder mit minimaler, rötlicher Stachelspitze. Sie sitzen wechselständig, einzeln und dicht beieinander am Zweig. Es entsteht so der Eindruck von gefiederten Blättern. Es sind kleine Nebenblätter vorhanden.
Der Amlabaum ist einhäusig gemischtgeschlechtlich monözisch. Die eingeschlechtlichen Blüten mit einfacher Blütenhülle sind dreizählig und grünlich-gelb bis rötlich-weiß. Es sind jeweils sechs Kelchblätter in zwei Kreisen vorhanden. Die weiblichen Blüten stehen einzeln, weiter oben und die männlichen sind in größeren Gruppen, weiter unten, achselständig an den Zweigen oder an den Ansatzstellen von abgefallenen Zweigen. Bei den gestielten männlichen Blüten sind drei komplett verwachsene Staubblätter vorhanden. Bei den fast sitzenden weiblichen Blüten ist der dreikammerige Fruchtknoten oberständig, mit drei zur Hälfte verwachsenen, zweiästigen Griffeln, mit jeweils zweilappigen Narben an den Ästen. Und es ist ein Diskus vorhanden.
Die Steinfrucht ist kugelig, grünlich-gelb, ziemlich glatt und hart in der Erscheinung, mit sechs vertikalen Streifen oder Rippen. Sie ist bis 2,5–4 Zentimeter groß und der gelbliche, rundliche, bis 1,2 Zentimeter große und rippige Steinkern enthält drei Fächer mit jeweils zwei glatten, braunen und länglichen, halbrunden, bis 4–6 Millimeter großen Samen. Die Früchte erreichen ihre volle Reife im Herbst und werden traditionell von Hand geerntet. Der Geschmack ist sauer, bitter und zusammenziehend, und sie sind ziemlich faserig.
Die Chromosomenzahl beträgt 2n = 52.

## Vorkommen
Der Amla-Baum kommt ursprünglich aus Indien, wächst aber in verschiedenen tropischen, subtropischen und gemäßigten Gebieten.

## Verwendung
Die Indische Stachelbeere (früher auch mirabolanus emblicus und „Purgierpflaume“ genannt) ist eines der drei Bestandteile von Triphala und Hauptbestandteil von Chyawanprash.
In Indien ist es üblich, die „Stachelbeeren“ zum Essen in Salzwasser mit Kurkuma einzuweichen, um den sauren Früchten auf diese Weise einen angenehmen Geschmack zu verleihen. Außerdem wird die Amla-Frucht auch zum Glätten der Haare benutzt.

## Namen in anderen Sprachen
Die wichtigsten fremdsprachigen Namen sind:
- aanla (ଅଅଁଳା) auf Oriya
- aamla (આમળા) auf Gujarati
- aavaḷaa (आवळा) (oder awla) auf Marathi
- avaaḷo (आवाळो) auf Konkani
- aamla (आँवला) auf Hindi
- amala (अमला) auf Nepali
- olay auf Panjabi
- aamalaka oder aamlaki (आमलक / आम्लकि) auf Sanskrit
- aamloki (আমলকী) auf Bengali
- aamlakhi (আমলখি) auf Assamesisch
- nelli (නෙල්ලි) auf Sinhala
- nellikka (നെല്ലിക്ക) auf Malayalam
- nellikkai oder nellikkaai (நெல்லிக்காய்)  auf Tamil
- nellikaayi oder guḍḍada nelli (ನೆಲ್ಲಿ ಕಾಯಿ / ಗುಡ್ದದ ನೆಲ್ಲಿ) auf Kannada
- usiri oder usirikaayi (ఉసిరి కాయ) auf Telugu
- heikru auf Meitei (Manipuri)
- Anmole (庵摩勒) auf Chinesisch
- mak kham bom auf Lao
- ma kham pom (มะขามป้อม) auf Thai
- halīlaj oder ihlīlaj (اهلیلج / هلیلج) im Arabischen.[6]

## Medizinische Evidenz
Zur Indischen Stachelbeere liegen zahlreiche Effekte aus Zellkultur- und Tierstudien vor, weswegen ihr in vitro antivirale und antimikrobielle Eigenschaften nachgesagt werden. Klinische Studien zur Wirksamkeit beim Menschen fehlen.
In Studien zur akuten Toxizität in Mäusen wurde eine abführende Wirkung festgestellt.
2009 konnten D. Chakraborty und R. Verma in einem Experiment zeigen, dass die Spermienqualität von Mäusen, welche mit Ochratoxin vergiftet und mit Emblica-officinalis-Extrakt behandelt wurden, sich besserte im Vergleich zu den mit Ochratoxin vergifteten Kontrollmäusen. Diese Verminderung der Ochratoxin-verursachten Schäden durch Emblica officinalis könnte durch einen möglichen antioxidativen Effekt von Emblica erklärt werden.
Luo und Mitarbeiter konnten 2011 zeigen, dass die getesteten phenolischen Komponenten der Emblica officinalis eine Radikalfängeraktivität hatten.
Bei durch Isoproterenol induzierten Herzinfarkten von Ratten entdeckten Ojha und Mitarbeiter 2011, dass bei peroraler Gabe von Amla-Extrakt in höheren Dosen der systolische und diastolische arterielle Blutdruck, der durchschnittliche arterielle Blutdruck und die Herzfrequenz im Vergleich zu den nur mit Isoproterenol induzierten Kontrollmäusen erhöht werden konnte.
Ein ex-vivo-Test von Shashidhara und Mitarbeitern mit Ziegenaugen zeigte 2012 eine verminderte Linsentrübung, wenn die Augen in einer Lösung aus Glucose und Triphala-Extrakt sind – im Vergleich zur Glucoselösung.
In einem In-vitro-Versuch zeigten Philip und Mitarbeiter 2012, dass der Amla-Extrakt in hohen Konzentrationen eine Wachstumshemmung bei Salmonellen und in niedrigen Konzentrationen eine Wachstumshemmung bei Shigellen verursacht.
Muthuraman und Mitarbeiter zeigten 2012 in einem akuten Entzündungsmodell bei Ratten, dass bei hohen Konzentrationen an freien bzw. gebundenen phenolischen Verbindungen eine Ödemreduktion stattfand.
Bei niedriger Dosierung des Amla-Extraktes zeigen Mäuse eine Verbesserung in dem forced swim test und dem tail suspension test, was auf eine antidepressive Wirkung hindeutet.